# Лісна Поляна (Ставропольський край)
Лісна Поляна (рос. Лесная Поляна) — селище у Александровському районі Ставропольського краю Російської Федерації.
Муніципальне утворення — Александровський муніципальний округ. Населення становить 116 осіб.

## Історія
Згідно із законом від 4 жовтня 2004 року № 88-КЗ у 2004—2020 роках муніципальним утворенням була Александровська сільрада.

## Населення
| 1989 | 2002 | 2010 |
| ---- | ---- | ---- |
| 178  | ↘154 | ↘116 |